# Corkagh beg
 Der 1976 entdeckte Steinpfeiler von Corkagh beg (irisch An Chorcach Bheag) steht westlich von Ballysadare im County Sligo in Irland auf dem erhöhten Gelände eines vermutlich abgepflügten Raths. 
Die Steinsäule ist 1,5 m hoch bei einer maximalen Breite von 0,34 m an der Basis. Auf der Westseite befindet sich ein einfaches flach eingeschnittenes lateinisches Kreuz im unteren Teil der Säule. 
An der Basis der Steinsäule liegen zwei Oghamsteine, während sich im Norden, wo bis 1984 ein Haus stand, ein heute verschwundener Bullaun befand.
Die 1983 von Martin Timoney zuerst erwähnten Steine liegen an der Basis der Steinsäule. Zwei sind mit Inschriften versehen.

## Oghamstein 1
Stein 1 ist ein etwa rechteckiger Stein von etwa  1,93 m Länge und 0,43 m Breite am quadratischen Ende. Am anderen zugespitzten bzw. abgerundeten Ende beträgt die Breite 0,32 m. Die Inschrift beginnt 0,65 m vom engen Ende auf der Kante des Steines. Die ersten vier Buchstaben der Inschrift sind klar lesbar: MACI. Die nächsten Buchstaben sind durch kleine Spalte getrennt. Gemeinsam gelesen ergibt dies: MACI C AS ..... G .... I. M. Timoney überarbeitete später diese Deutung mehrfach. Im Jahr 2002 wurde der Stein wieder besucht, ohne dass Klarheit erlangt wurde. Die Untersuchung bezeugt nur ein lesbares Wort: MACI obwohl es Spuren anderer Buchstaben gibt. Die Position des Wortes MACI zu Beginn der Inschrift macht es wahrscheinlich, dass das Wort im Sinne von Gottgeweihten oder eher als Sohn verwendet wurde. Die Schreibweise besagt, dass der Stein im späteren 5. oder 6. Jahrhundert n. Chr. geritzt wurde.

## Oghamstein 2
Oghamstein 2 befindet sich unmittelbar östlich von Stein 1 und ist ca. l.90m in der Länge und 0,30 m - 0,28 m in der Breite. Die Inschrift besteht aus sieben klaren Strichen und läuft auf der östlichen Seite nach unten. Sie wird als: A ... DQ l gelesen. Es wird angenommen, dass der Stein im späteren 5. Jahrhundert n. Chr. geritzt wurde.